# Simeji
Simeji（シメジ）は、中国検索エンジン大手である百度の日本法人バイドゥ株式会社により開発、運営されるAndroid・iOS向けの日本語入力アプリ（IME、キーボードアプリ）である。
前身であるinJap（インジャップ）というアプリまたはSimejiのバージョン4までは、プログラマーであるadamrockerこと足立昌彦とデザイナーである矢野りんの2名で開発していた。Simejiが2011年12月13日に中国百度の日本法人であるバイドゥ株式会社に買収されると同時に開発者2名も同社へ移籍した。
iOS 8でサードパーティ製のIMEが解禁されることを受けて、2014年8月6日にiOS版のSimejiを開発中であることが公表された。開発言語はSwiftであるという。

## 対応機種
Simeji
Android 1.6以上の機種（ARM CPU）
Simeji (iPhone/iPod touch版)
iOS 8.0 以降の機種
Simeji classic
Android 1.5以下の機種（ARM CPU）、このバージョンはあまりメンテナンスされておらず2022年現在での最終更新日時が2011年9月13日となっている。
Simeji for x86
Android 1.6以上のx86CPU搭載機種

## 特徴
- フリック入力
- ニコタッチ入力（商標の関係上ポケベル入力方式と呼んでいる）
- QWERTY配列
- ハードウェアキーボードへの対応
- マッシュルームアプリへの対応
- クラウド変換機能（クラウド超変換）
- キーボードのきせかえ
- 音声入力機能
- ミニゲーム

### マッシュルームアプリ
Simejiに搭載されたマッシュアップ機能である。これはSimejiで入力した確定前の文字をマッシュルームアプリに送り、マッシュルームアプリによって別の文字に入れ替えを行うものである。
例えば、漢字の読みを入力して呼び出すと入力した文字が人名用の旧字体の漢字に置き換わるアプリや、何も入力せず呼び出してAndroid端末内の画像データをimgurに送り、その画像のURLを入力するアプリなどがある。
Google日本語入力、ATOK、POBox Touchなど他社製IMEでもマッシュルームをサポートするものが存在する。

### クラウド超変換
アニメ用語から時事ネタなどクラウド辞書で200万語の単語に変換できる機能である。ニコニコ動画、ゲームチャット、遅刻の言い訳など、多様なシーンで使える「定型文」やユーザーが提案した「おもしろ変換」、顔文字をみんなとシェアする「みんなの辞書」などのバリエーションがある。
2020年3月29日志村けん死去が報じられた翌30日、「しむらけん」の変換候補に「今まで多くの人々を笑わせ、幸せにしてくれてありがとうございました。」が搭載された。

### キーボードのきせかえ
キーボードの背景デザインをユーザーの好きな写真・画像・動画に変更できる機能である。
その他に文字色、フリックガイド、フォントの調整もできる。

### 音声入力機能
2017年6月14日公開。人工知能（AI）の導入により、早口・長文で話しても高い精度を保って変換できるほか、「句読点を自動で入力」「入力内容に合った顔文字・絵文字の候補提案」も行う。

### ミニゲーム機能
LINEやTwitterなどの返事を待っている際に、左から右にスワイプするとゲームで遊べる機能である。（2019年6月時点で全23種）

## 顔文字大賞
正式名『Simeji 今年の顔文字大賞』。
2014年の第1回開催より毎年12月初旬頃に発表されている“最も今年らしい”顔文字を選ぶ賞である。
顔文字は日本独特の文化として発達しており、記号だけではなく世界中の文字や環境依存文字・絵文字などと組み合わせて、様々な顔文字が作り出されている。Simejiに登録のある5万種類以上の顔文字から、ユーザーが多用した顔文字やその年に話題となった言葉が反映された顔文字22作品を選出。そのノミネート顔文字の中から今年の顔文字をユーザーの投票により決定する。
| 年     | 顔文字        | よみ       | 投票数     |
| ------ | ------------- | ---------- | ---------- |
| 2014年 | (( ᐛ👐 )パァ  | ぱあ、ぱぁ | 約4,000票  |
| 2015年 | ( ˙-˙ )真顔   | まがお     | 約2,000票  |
| 2016年 | (☝ ՞ਊ ՞)☝ｳｪｰｲ | うぇーい   | 約14,000票 |
| 2017年 | それな ( ᐛ )σ | それな     | 約10,000票 |

## 概要及び開発経緯
Android 1.0において、日本語入力に対応していなかったため、足立昌彦がGoogleの検索語句を予測して表示する機能（サジェスト機能）を利用して文字が入力できるようにするアプリinJapを開発したことがSimejiの原型である。このアプリはサジェスト機能によって得られる文字をクリップボード経由でコピペし、少なくともひらがなだけは入力できるようにとの目的で作成されたものである。
inJapでは変換の精度が非常に悪いため、情報源をGoogleからSocial IMEに切り替えたものがSimejiであり、2008年11月18日にSimeji初版がリリースされた。命名の由来はSocial IME 字(JI)から取ったものである。当時のSimejiはハードウェアとしてのキーボードからアルファベットを入力し、Social IME経由で日本語に変換する機能をもったエディタであった。
2009年4月29日、バージョン2.1.0でQWERTY配列のソフトウェアキーボードに対応した。これはAndroid SDK 1.5でソフトウェアキーボードがサポートされたためである。当時は英語版のQWERTYをそのまま流用していたため、「ー」が入力できなかった。

## 沿革
ITProのインタビュー記事などを参考に記す。

### 日本語入力アプリとして
2008年
11月17日 - Simejiの原型であるinJapリリース
11月18日 - (Ver.1.0.0) 初版リリース
11月25日 - (1.3.1) Android Market（現Google Play Store）に登録

### 日本語IMEとして
2009年
4月29日 - (2.1.0) Android SDK 1.5のソフトウェアキーボードに対応
5月6日 - (2.2.0) ハードウェアキーボードにIMEとして対応
6月19日 - (2.5.0) ニコタッチ入力に対応。
7月9日 - (2.7.0) IME版をAndroid Marketに初めて登録
7月16日 - (2.8.0) マッシュルーム対応
7月19日 - (3.0.0) Open Wnnに対応。
11月18日 - (3.9.0) 独自の実装ではなくOpen Wnnベースに移植。このバージョンより正式に矢沢りんがデザインに参加。
2010年
1月1日 - 旧x86版リリース（このバイナリはBaidu版のSimeji for x86とは無関係）
5月25日 - (4.0) スキン対応などデザイン面での向上
11月18日 - (4.5)音声入力対応、AZERTY配列対応

### Baidu売却後
2011年
12月13日 - Simejiをバイドゥへ売却し、開発者2名もバイドゥへ移籍。
2012年
5月11日 - (4.11) バイドゥのサーバーを経由して語句や顔文字を変換するクラウド変換機能を追加。クラウド変換はデフォルトでオンになる。
7月31日 - Simeji for x86リリース。
8月21日 - (5.0) 変換エンジンをOpen WnnからBaidu IMEに変更。顔文字を大量に追加した
2013年
3月26日 - バージョン4.8.1以前のSimejiにアクセス制限の不備による情報漏洩のバグが発覚
5月9日 - バージョン 6.0リリース。
12月26日 - 入力情報をバイドゥに無断で送信しているとの報道がなされる。
12月28日 - 報道を受け、クラウド変換機能をデフォルトでオフにする緊急アップデート
2014年
4月7日 - バージョン7.0リリース
4月9日 - スマートフォンアプリ「みんなの顔文字辞典」のサーバーにDoS攻撃が発覚
5月12日 - 「みんなの顔文字辞典」サーバーへの不正アクセス事件に対する釈明記事を公開
9月12日 - 1,000万ダウンロード突破
9月18日 - iOS版リリース
2015年
1月13日 - iOS版　バージョン2.0公開
2月3日 - Android版 バージョン8.0公開
3月26日 - 有料版アプリ「Simeji Pro」をiPhone向けに提供開始
5月7日 - SimejiオリジナルLINEスタンプを配信
6月9日 - iOS版　バージョン3.0公開
9月22日 - iOS版 バージョン4.0公開
10月21日 - 山本美月を起用したCM公開
11月24日 - Android版 バージョン9.0公開
12月14日 - Simeji今年の顔文字大賞2015発表
2016年
1月12日 - iOS版 バージョン5.0公開
1月12日 - iOS版プレミアムサービス公開
3月3日 - 累計2,000万ダウンロード突破
3月3日 - Android版 バージョン10.0公開
4月19日 - 熊本地震災害に対する支援開始
7月21日 - 初代Simejiさんにトレンディエンジェルを起用、CM動画・スピンオフ動画公開
12月12日 - Simeji今年の顔文字大賞 2016発表
2017年
1月17日 - 累計2,500万ダウンロード突破
2018年
1月10日 - バイドゥ株式会社が一般社団法人 日本経済団体連合会（経団連）に入会
3月1日 - Simeji for au スマートパス提供開始
5月24日 - iOS版、動画きせかえなどのバージョンアップを実施
7月5日 - ロゴを刷新

### 2019年
6月17日 - 新機能「スタンプ超変換」提供開始

### 2020年
1月24日 - グローバルキーボードアプリ「Facemoji Emoji Keyboard」と共同で「世界の顔文字TOP3」を発表

## 企業・団体・その他とのコラボレーション
2013年
6月19日 - Simeji x テレビ東京「神アプリ」コラボスキン
6月28日 - ご当地キャラクターくまモンのSimejiキーボードスキン
8月14日 - Simeji×カオコレ コラボスキン
9月18日 - Simeji × きせかえアプリ「CocoPPa」コラボスキン
9月25日 - Simeji × きせかえアプリ「CocoPPa」コラボスキン第2弾
10月9日 - Simeji × きせかえアプリ「CocoPPa」コラボスキン第3弾
10月16日 - Simeji × きせかえアプリ「CocoPPa」コラボスキン第4弾
12月20日 - ANISAVAのコラボスキン
2014年
2月3日 - ふっかちゃんスキン
2月17日 - コバトン・チーバくんスキン
3月3日 - ボケてとのコラボスキン
4月7日 - ずーしーほっきースキン
11月6日 - リサとガスパール、うさぎのモフィコラボスキン
12月9日 - リサとガスパールのクリスマススキン
12月22日 - ピーターラビットコラボきせかえ
12月26日 - 学園恋愛ゲームガールフレンド（仮）きせかえ配信
2015年
6月16日 - 干物妹!うまるちゃんきせかえ配信
7月2日 - ハロー！！きんいろモザイクきせかえ配信
7月24日 - 天野喜孝の作品をきせかえとして提供
9月16日 - イーサキングとのコラボきせかえ
10月1日 - きせかえキーボードやエフェクト機能で 「PEANUTS スヌーピー -ショートアニメ-」とコラボ
10月21日 - 新CMに山本美月起用
10月30日 - きせかえキーボードやエフェクト機能でハローキティとコラボ
2016年
1月14日 - ダウンタウンDXときせかえキーボード、エフェクト機能でコラボ
1月20日 - BOYSグループ「XOX（キス・ハグ・キス）」ときせかえキーボード、エフェクト機能でコラボ
4月21日 - モデル菅野結以とコラボきせかえ
6月17日 - 震災チャリティーきせかえにくまモンとめじろんを追加
6月20日 - 柴犬まるのきせかえデザイン
7月8日 - +HOMEと人気デザインでコラボ
7月21日 - 初代Simejiさんにトレンディエンジェルを起用
7月29日 - Simejiさんきせかえ第2弾配信
9月9日 - ダコタ・ローズときせかえキーボードコラボ
9月11日 - プリントシール機のお悩み解決ユニットプリレンジャーとコラボ
9月15日 - J-CASTニュースの番犬、カス丸とコラボ
9月26日 - うたの✩プリンスさまっ♪ マジLOVEレジェンドスターとコラボ
10月18日 - ダコタ・ローズとのコラボきせかえ第2弾
10月18日 - +HOMEとSimeji、人気デザイン第2弾を配信開始
11月10日 - 海外アーティストDNCEとコラボ
11月23日 - SHINeeとコラボ
11月25日 - 勇者ヨシヒコと導かれし七人とコラボ
12月1日 - 海外アーティストDNCEとコラボ第2弾
2017年
1月6日 - AANIMAX MUSIX 2017 OSAKA出演のアーティストのevery♥ing!と茅原実里とのコラボ
4月19日 - lol(エルオーエル)とコラボ
4月27日 - バーチャルアーティストIA、ONEの「IA & ONE」CD&DVD発売記念コラボ
10月27日 - 「Simeji presents 篠崎愛の生きせかえLIVE!」開催
11月9日 - 日経ナショナル ジオグラフィック社とハイクオリティきせかえ画像でコラボ
11月15日 - 川栄李奈とFischer's(フィッシャーズ)共演のスマホのぞき見ドラマムービー〜この恋、既読スルー禁止です。〜「片想い送信中」配信
12月4日 - フクロテナガザルのケイジ君とコラボ
12月25日 - AAA（トリプル・エー）のメンバーShuta Sueyoshiとのきせかえコラボ
12月27日 - 「すみっコぐらし～パズルをするんです～」コラボ
2018年
2月21日 - AbemaTV『オオカミくんには騙されない』とのコラボスタンプをリリース
3月1日 - Simeji for auスマートパス提供開始
4月18日 - 「すみすみ～まったりパズル～」コラボキャンペーン
4月24日 - Simeji×AbemaTVコラボ『恋する♥週末ホームステイ』スタンプリリース
4月25日 - 「キキ＆ララのトゥインクル パズル」コラボキャンペーンとしてリトルツインスターズキキララのきせかえを公開
5月18日 - ラブライブ!スクールアイドルフェスティバル5周年記念コラボキャンペーン
5月24日 - AbemaTV『今日、好きになりました。』のスタンプ公開
5月25日 - 「キキ＆ララのトゥインクル パズル」コラボ　第2弾！リトルツインスターズキキララのきせかえ公開とプレゼントキャンペーンを実施
7月6日 - C.C.Lemon×松岡修造コラボきせかえ
7月27日 - 「さわって！ぐでたま ～３どめのしょうじき～」とコラボキャンペーン実施
8月22日 - 「マギアレコード　魔法少女まどか☆マギカ外伝」とコラボキャンペーン実施
11月9日 - 「イケメンヴァンパイア◆偉人たちと恋の誘惑」とのコラボキャンペーン実施
11月13日 - バーチャルタレント富士葵とのコラボキーボードきせかえを販売開始。
11月22日 - 映画『グリンチ』とSimejiのコラボキャンペーンを実施
12月6日 - クレーンゲームアプリ「トレバ」とのコラボキャンペーンを実施
12月20日 - ゲームアプリ「いつでも はたらく細胞」とコラボキャンペーンを実施
12月21日 - 映画『バンブルビー』のSimejiオリジナルスタンプを提供開始
2019年
1月25日 - 「さわって！ぐでたま ～3どめのしょうじき～」とのコラボきせかえ第二弾を提供開始
3月12日 - ゲームアプリ「ハイスクール・フリート 艦隊バトルでピンチ！」とのコラボキャンペーンを開始
3月20日 - アバターアプリ「ハロースイートデイズ」とのコラボキャンペーンを実施
4月3日 - ゲームアプリ「でみめん」とのコラボキャンペーンを実施
4月12日 - パズルゲーム「名探偵コナンパズル　盤上の連鎖〜クロスチェイン〜」とコラボキャンペーンを実施
5月31日 - ヘルスケアプラットフォームアプリ「FiNC」とコラボキャンペーンを実施
6月20日 - 「イケメン戦国◆時をかける恋」とのコラボキャンペーンを実施
6月25日 - 6人組動画配信エンタメユニットすとぷりとのコラボキャンペーンを実施
7月5日 - 「恋愛幕末カレシ〜時の彼方で花咲く恋〜」とのコラボキャンペーンを実施
7月11日 - ママ向けQ＆Aアプリ「ママリ」とのコラボキャンペーンを実施
7月19日 - ティーン向けトレンド情報発信アプリ「ST channel」とのコラボキャンペーンを実施
7月29日 - アーティストまふまふとのコラボキャンペーンを実施
8月5日 - アバターコミュニティアプリ「ピグパーティ」×初音ミク「マジカルミライ2019」とのコラボキャンペーンを実施
8月9日 - 「パレットパレード（パレパレ）」とのコラボキャンペーンを実施
8月23日 - 「アークザラッドR」とのコラボキャンペーンを実施
9月5日 - アバターアプリ「ハロースイートデイズ」とのコラボキャンペーン第二弾を実施
9月13日 - ゲームアプリ「リンクスリングス」とのコラボキャンペーンを実施
9月20日 - 「イケメン源氏伝 あやかし恋えにし」とのコラボキャンペーンを実施
9月27日 - 「THE RAMPAGE from EXILE TRIBE」とのコラボキャンペーンを実施。
10月4日 - 女性向け動画メディア「C CHANNEL」とのコラボキャンペーンを実施
10月11日 - 『トロとパズル〜どこでもいっしょ〜』とのコラボキャンペーンを実施
10月18日 - 「けものフレンズ3」とのコラボキャンペーンを実施
11月1日 - ショートムービープラットフォームTikTokと初音ミクとのコラボキャンペーンを実施
11月18日 - 「でんぱ組.inc」とのコラボキャンペーンを実施
12月11日 - ヴォーカル&パフォーマンスユニットBlooDyeとのコラボキャンペーンを実施
12月13日 - マンガアプリ「マンガUP!」と漫画『地縛少年花子くん』とのコラボキャンペーンを実施
12月20日 - 『ポコロンダンジョンズ』と『Re:ゼロから始める異世界生活』とのコラボキャンペーンを実施
12月24日 - きせかえゲームアプリ『Alice Closet』とのコラボキャンペーンを実施
12月26日 - 劇場アニメ『HUMAN LOST 人間失格』とのコラボキャンペーンを実施
2020年
2月3日 - アバターコミュニティアプリ「ピグパーティ」と「パワーパフガールズ」とのコラボキャンペーンを実施
2022年
歌い手グループいれいすのメンバーとコラボした着せ替えが期間限定で登場。
7月頃 - サンリオキャラクター大賞とコラボした着せ替えが期間限定で実装。上位3位に入賞したキャラクターの着せ替えだった。
ちなみに2022年の結果は、
- 1位シナモロール
- 2位ポムポムプリン
- 3位クロミ

となった。
8月26日 - プロ野球・東北楽天ゴールデンイーグルスとコラボした着せ替えが期間限定で登場。

## 不祥事

### 入力文字の不正送信問題
2013年12月26日、バイドゥ社のIMEであるBaidu IMEならびにSimejiが、入力された情報をユーザーに無断で外部に送信しているとの報道がなされた。同日セキュリティ企業のネットエージェントも、解析の結果実際にSimejiが入力されたログをバイドゥのサーバーに送信していることを発表、バイドゥはログの送信は規約に同意したユーザーに対してのみ行っているとしつつも、確認の結果同年3月にリリースしたSimeji 5.6以降のバージョンにおいて不具合が見つかり、ログ送信をオフにしている場合も送信が行われていたことを認めた。翌27日には不具合の修正ならびにクラウド変換機能をデフォルトでオフにしたSimeji 6.6.2がリリースされた。

### 他社サービスのサーバーへの不正アクセス事件
2014年4月10日、同月9日にスマートフォンアプリ「みんなの顔文字辞典」のサーバーへ1秒間に80回にも上るアクセスがあったことが発覚し、みんなの顔文字辞典運営のIO.IncはこれをDoS攻撃と認定した。バイドゥ株式会社側はSimejiの顔文字辞書を拡張するために「みんなの顔文字辞典」のサーバーにある顔文字辞典のダウンロードを試みたわけではなく、顔文字を盗む意図はないことを説明。IO.Inc代表者とSimeji開発担当が第三者を交えて面会したが、双方間で問題の解決には至らなかった。
一般的な過剰なアクセスへの対応として特定のIPアドレスからのアクセスを拒否（ブロック）する方法が考えられるのだが、本件の過剰なアクセスでは複数のIPアドレスを利用することでブロックしにくくし「みんなの顔文字辞典」サーバーの負荷を高めた。また、この異常なアクセスを受けたアドレスは非公開であり、Google Chrome向けの拡張機能から抜き出して使用した。これら2点についてはSimejiのブログ記事で解説している。また、運営会社であるバイドゥ株式会社も本件に関するプレスリリースを発表している。
同年5月15日にリリースされたバージョン7.1.1にて「みんなの顔文字辞典」へのマッシュルーム連携を行わない更新が行われ、「みんなの顔文字辞典」の仕様変更によって連携が難しくなったため連携を拒否していると発表した。

## 学会関連内容
2018年
3月12 - 3月16日 | 言語処理学会第24回年次大会(NLP2018)にてSimejiNLPチームによる論文「Investigating context influence in character Level LSTM methods for Japanese Auto Punctuation」を発表
5月5 - 6月8日 | 人工知能学会全国大会（第32回）にて「百度の人工知能技術について」を展示
2019年
- 3月12 - 3月15日 | 言語処理学会第25回年次大会(NLP2019)にてSimejiNLPチームによる論文「Predict Emoji Combination with Retrieval Strategy」を発表